# Thornton (Colorado)
Pour les articles homonymes, voir Thornton.
Thornton est une ville américaine du comté d'Adams et du comté de Weld au Colorado, dans la banlieue de Denver, capitale du Colorado.
Le territoire de Thornton était un territoire agricole jusqu'en 1953 quand Sam Hoffman acheta un terrain pour fonder une ville, la première du comté, qu'il nomma Thorton en l'honneur du gouverneur de l'État Dan Thornton. La ville est incorporée dès 1956 alors qu'elle avait déjà plus de 5 000 habitants.

## Démographie
| 1960   | 1970   | 1980   | 1990   | 2000   | 2010    |
| ------ | ------ | ------ | ------ | ------ | ------- |
| 11 353 | 13 326 | 42 054 | 55 031 | 82 384 | 118 772 |

Selon le recensement de 2010, Thornton compte 118 772 habitants, c'est la sixième ville du Colorado au regard de la population. La municipalité s'étend sur 35,95 milles carrés (93,11 km2), dont seulement 0,01 milles carrés (0,03 km2) dans le comté de Weld.